# Hannu
Hannu (ali Hennu), staro-egipčanski raziskovalec.
Hannu je živel okoli 2000 pr. n. št. in je bil prvi raziskovalec, ki je svoja odkritja tudi zapisal oz. jih vklesal v kamen. Organiziral je prvo zabeleženo raziskovalno odpravo, pri kateri je potoval mimo Rdečega morja do dežele imenovane Punt. Dalje je plul do današnje Etiopije in dela Somalije. V Egipt se je vrnil z neprecenljivimi zakladi, vključno z dragoceno miro, kovinami in lesom.